# Michael Fu Tieshan
Bisschop Michael Fu Tieshan (Chinees: 傅鐵山) (provincie Hebei, 3 november 1931 - Peking, 20 april 2007) was een topleider van de Chinese katholieke kerk wiens bisschoppen niet altijd worden erkend door de Rooms-Katholieke Kerk. 
Hij was priester en werd in 1979 bisschop van Peking. Deze benoeming kreeg geen goedkeuring van de paus. Hij was voorzitter van de Chinese Katholieke Patriottische Associatie in 1998. Hij was waarnemend voorzitter van de door de overheid erkende conferentie van bisschoppen van de katholieke kerk in China.
Fu stierf in het ziekenhuis van Peking aan longkanker. Zijn dood werd door het persbureau Xinhua News Agency uit Peking aangekondigd. 